# Микадзуки (эсминец, 1927)
«Микадзуки» (яп. 三日月 Полумесяц) — японский эсминец типа «Муцуки». Десятый в серии из 12 кораблей. Второй корабль в японском военно-морском флоте с таким названием. Принимал активное участие в боях на Тихом океане. Потоплен американской базовой авиацией во время битвы у Соломоновых островов 28 июля 1943 года.

## Проектирование и строительство
Заказаны в соответствии с «Новой кораблестроительной программой по замещению кораблей по условиям Вашингтонского договора 1923 г.». Корабли этого типа являлись развитием эсминцев типа «Камикадзе». На эсминцах типа «Муцуки» были установлены более мощные торпедные аппараты (строенные) Для повышения остойчивости корабля были увеличены размеры корпуса и водоизмещение.
Построенные на основе опыта Первой мировой войны, эсминцы предназначались для атаки линейных сил противника и защиты своих тяжелых артиллерийских кораблей от атак эсминцев, постановки активных минных заграждений и траления мин. Однако уже к концу 1930-х годов корабли значительно уступали по основным параметрами новым эсминцам как японским, так и будущих противников. Микадзуки строился на верфи Военно-Морского Арсенала в Сасебо в 1925-27 гг. Вошёл в строй под названием «№ 32» 1 августа 1938 он получил своё основное название.

## Вооружение
Артиллерийское вооружение включало четыре одноорудийные щитовые установки 120-мм орудий тип 3 (длина 45 калибров, дальность — 5500 м, запас 180 снарядов на орудие, скорострельность — 9 выстрелов в минуту). Одно орудие было размещено на полубаке, второе между двух труб в центральной части корабля, ещё два — в коровой части спереди и сзади грот-мачты. Корабли практически не имели зенитного вооружения, которое было ограничено двумя 7,7-мм пулемётами тип 92. Возросшая роль авиации потребовала усиления зенитного вооружения, которое было проведено в ходе модернизации корабля в июле 1941 года. Были установлены две одинарных 25-мм зенитных пушки тип 96 (длина — 60 калибров, скорострельность до 110 выстрелов в минуту, эффективная высота стрельбы до 1500 м, дальность до 3000 м, запас снарядов — 2000 на орудие). 7,7-мм пулемёты были заменены на 13,2-мм тип 93. В июне 1943 года два 120-мм орудия (№ 2 и 4)и пулемёты были демонтированы, а число 25-мм зенитных автоматических пушек было доведено до 10 единиц.
Торпедное вооружение было усилено благодаря тому, что на эсминцах этого типа были впервые установлены новые трехтрубные 610-мм торпедные аппараты тип 12, что позволило уменьшить их число. Первый аппарат был традиционно для японских эсминцев размещён перед носовой надстройкой. Однако на последующих типах от такого размещения конструкторы отказались. Второй аппарат был расположен в кормовой части между дымовой трубой и грот-мачтой. В июне 1943 года в связи с переоборудованием в быстроходный транспорт кормовой торпедный аппарат был демонтирован.
При вступлении в строй корабль не имел никакого противолодочного вооружения. В 1932 году этот пробел был исправлен и корабль получил два бомбомета тип 88 и два бомбосбрасывателя тип 3 с запасом из 36 глубинных бомб. Во время модернизации 1941 года на эсминце были заменены бомбомёты (установлены новые бомбомёты тип 94) и размещены сонар тип 93 и гидрофон тип 92. В июне 1943 года число бомбомётов было увеличено до шести, а запас глубинных бомб до 72 единиц

## История службы

### Довоенная служба
После вступления в строй корабль включили в состав 23-го дивизиона эскадренных миноносцев 2-й Флотилии Второго Флота и до января 1928 года он занимался боевой подготовкой в водах Метрополии. В 1928 году дивизион осуществлял патрулирование побережья Китая. 1 декабря 1931 года 23-й дивизион перебазировали на Сасебо и был включен включили в состав Первой Флотилии Первого Флота. С 26 января по 22 марта 1932 года корабль участвовал в Первом Шанхайском сражении в составе Третьего флота под командованием вице-адмирала Китисабуро Номура. Микадзуки действовал в районе устья реки Янцзы, оказывая огневую поддержку армейским частям, которые вели бои за Шанхай.
В марте 1932 года эсминец возвратился в Сасебо, где до сентября 1932 года прошел текущий ремонт корпуса и механизмов и модернизацию, связанную с установкой противолодочного вооружения. В августе 1933 года Микадзуки принял участие в морском параде у Иокогамы. С декабря 1934 года по ноябрь 1936 года он числился в резерве и простоял в Сасебо на базе флота. Начавшаяся война с Китаем потребовала усиления флота и эсминец было вновь вернуть в строй. В январе 1937 — ноябре 1940 года в составе 23 дивизиона Пятой флотилии Третьего Флота Микадзуки участвовал в блокаде побережья Китая и обеспечивал оккупацию Кантона. С января по июль 1941 в Сасебо, на верфи флота на корабле был проведён очередной ремонт и модернизация: были усилены корпусные конструкции, установлено зенитное вооружение, оборудование для обнаружения подводных лодок, новые бомбомёты. После ремонта корабль передали Школе торпедных специалистов в Сасебо.

### Начальный период войны на Тихом океане
В конце декабря 1941 г. эсминец прибыл на атолл Кваджалейн, где поступил в распоряжение командующего Оперативным Соединением Южных морей. 14-22 января 1942 года Микадзуки сопровождал к Рабаулу конвой с частями отряда Южных морей генерал-майора Хория и в ночь на 23 января обеспечивал их высадку на северную оконечность острова Новая Британия. Затем близ берегов Японии осуществлял эскортирование авианосцев «Хосё» и «Дзуйхо» во время их учебных выходов в море.
В начале июня Микадзуки участвовал в битве за Мидуэй. В ходе операции корабль эскортировал авианосец «Дзуйхо», который входил в состав Второго флота (Флот вторжения на Мидуэй) под командование вице-адмирала Нобутаке Кондо. После поражения японского авианосного соединения, сопровождал авианосец на соединение с Пятым флотом вице-адмирала Боширо Хосогая, который руководил операцией по захвату Алеутских островов. В начале июля 1942 года сопровождал «Дзуйхо», прикрывавшего конвоя с армейскими частями для высадки на остров Кыска, а затем осуществлявшего патрулирование близ захваченного острова. С конца июля 1942 по март 1943 года эсминец осуществлял эскортирование судов на Тайвань С марта по начало июня 1943 года в Куре на верфи флота был проведён текущий ремонт корабля и переоборудование его в быстроходный транспорт. Для этого были демонтированы два орудия главного калибра и один торпедный аппарат, усилено зенитное и противолодочное вооружение.

### Кампания у Соломоновых островов
После ремонта эсминец вошел в состав 30 дивизиона эсминцев (вместе с эсминцами «Мотидзуки» и «Удзуки») 3-й эскадры Восьмого Флота вице-адмирала Микава. 2-3 июля в составе отряда эсминцем во главе с лёгким крейсером «Юбари» принял участие в обстреле американских войск на остров Рендова.
4 июля 1943 года он был придан Первому Транспортному Соединению для участие в рейсах «Токийского экспресса». Весь июль принимал активное участие в доставке подкреплений и боях с американскими кораблями 1-й оперативной группы 36-го оперативного соединения (Task Group 36.1) под командованием адмирала Уолдена Эйнсуорта.
В ночь на 5 июля 1943 года он вместе с эсминцами «Мотидзуки» и «Хамакадзе» высадил на острове Нью-Джорджия около 1200 человек из состава 229-го пехотного полка. На обратном переходе эсминцы прикрытия атаковали торпедами атаковали американское соединение, используя данные радиолокационной станции эсминца «Ниидзуки». Две из 14 выпущенных торпед попали в американские эсминцы. Эсминец «Шевалье» был повреждён, но смог продолжить путь, а эсминец «Стронг» получил тяжелые повреждения и затем был обстрелян береговыми батареями. Командование приняло решение оставить корабль, который был потоплен эсминцем «Гуин». Это столкновение получило название «Бой у острова Нью-Джорджия».
В ночь на 6 июля 1943 года эсминец принял участие в бою в заливе Кула. Микадзуки входил в состав 1-й транспортной группы для доставки подкреплений 230-го пехотного полка на остров Мунда. Японские корабли (10 эсминцев) были перехвачены американцами. Микадзуки, высадив свой десант на промежуточной стоянке на острове Нью-Джорджия отошёл к базе.

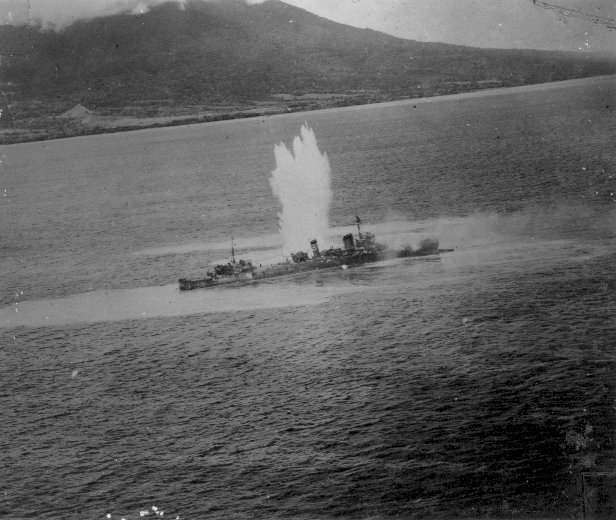
Эсминец Микадзуки под бомбами американской авиации. 28 июля 1943 г.

В ночь на 9 июля в составе отряда из 4 эсминцев доставил на остров Вила 1200 человек и 85 тонн грузов. В ночь на 11 июля эсминец в составе группы прикрытия соединения контр-адмирала Идзаки принял участие в бою у Коломбонгара. Во время боя японцы ценой потери лёгкого крейсера «Дзинтцу», торпедами тяжело повредили три крейсера противника и потопили эсминец «Гуин». Транспортная группа в это время смогла доставить 1200 человек пополнения на остров Вила-Стенмор.
17 июля во время налёта американской авиации на остров Шортленд получил небольшие повреждения от близких разрывов. В ночь на 20 июля Микадзуки вместе с эсминцами «Минадзуки» и «Мацуказде» принимал участие в очередной попытке доставки подкреплений на Коломбангара. Транспортная группа получила сильное прикрытие (3 тяжелых и 1 лёгкий крейсер, 4 эсминца). Транспортной группе удалось высадить 300 человек, но корабли прикрытия понесли большие потери от налётов авиации, потеряв два эсминца.
В ночь на 28 июля 1943 года доставил 120 тонн грузов из Рабаула в Тулуву (на острове Новая Британия). На обратном переходе выскочил у мыса Глочестер (о. Новая Британия) на рифы 5°27′ ю. ш. 148°25′ в. д.. Днём корабль был атакован и потоплен американскими самолётами В-25. Погибло 8 человек экипажа.